# 艾丽西亚·巴克
艾丽西亚·巴利科科·巴克（英語：Alicia Balicoco Barker；1998年5月22日—），菲律宾和美国女子足球运动员，司职后卫，目前效力于太平洋西北足球俱乐部和菲律宾国家女子足球队。她曾代表菲律宾参加2023年国际足联女子世界杯。